# ENNUI
『ENNUI』（アンニュイ）は1986年12月16日にリリースされた門あさ美の3枚目のベスト・アルバムである。

## 収録曲

### Side 1
1. Season (4:00)
作詞・作曲：門あさ美　編曲：瀬尾一三 (『セミヌード』より)
2. Blue (4:27)
作詞・作曲：門あさ美　編曲：戸塚修 (『Fascination』より)
3. ルナ色の異星人 (3:53)
作詞・作曲：門あさ美　編曲：惣領泰則 (『麗 (u ra ra)』より)
4. 月を抱いたヴィーナス (3:55)
作詞・作曲：門あさ美　編曲：白井良明 (『BELLADONNA』より)
5. GOOD LUCK (4:39)
作詞・作曲：門あさ美　編曲：松任谷正隆 (『Fascination』より)
6. Every Night & Day (4:01)
作詞・作曲：門あさ美、岡本一生　編曲：松岡直也 (『Hot Lips』より)

### Side 2
1. Lonely Lonely (4:13)
作詞・作曲：門あさ美　編曲：松任谷正隆 (『SACHET』より)
2. ミステイクパートナー (3:48)
作詞・作曲：門あさ美　編曲：井上鑑 (『PRIVATE MALE』より)
3. 乱窓 (4:23)
作詞・作曲：門あさ美　編曲：松岡直也 (『Hot Lips』より)
4. 色のない構図 (4:59)
作詞・作曲：門あさ美　編曲：井上鑑 (『セミヌード』より)
5. 愛情回路 (4:16)
作詞・作曲：門あさ美　編曲：井上鑑 (『PRIVATE MALE』より)
6. Blue Moon (4:04)
作詞・作曲：門あさ美　編曲：松任谷正隆 (『セミヌード』より)

## リリース日一覧
| 地域 | リリース日     | レーベル                               | 規格                   | カタログ番号 | 備考         |
| ---- | -------------- | -------------------------------------- | ---------------------- | ------------ | ------------ |
| 日本 | 1986年12月16日 | ユニオン                               | 30cmLP                 | UL-16        |              |
| 日本 | 1986年12月16日 | ユニオン                               | 12cmCD                 | 30CH-210     |              |
| 日本 | 2005年8月4日   | ヤマハミュージックコミュニケーションズ | デジタル・ダウンロード | 74877242     | iTunes Store |